# 갈매기의 꿈

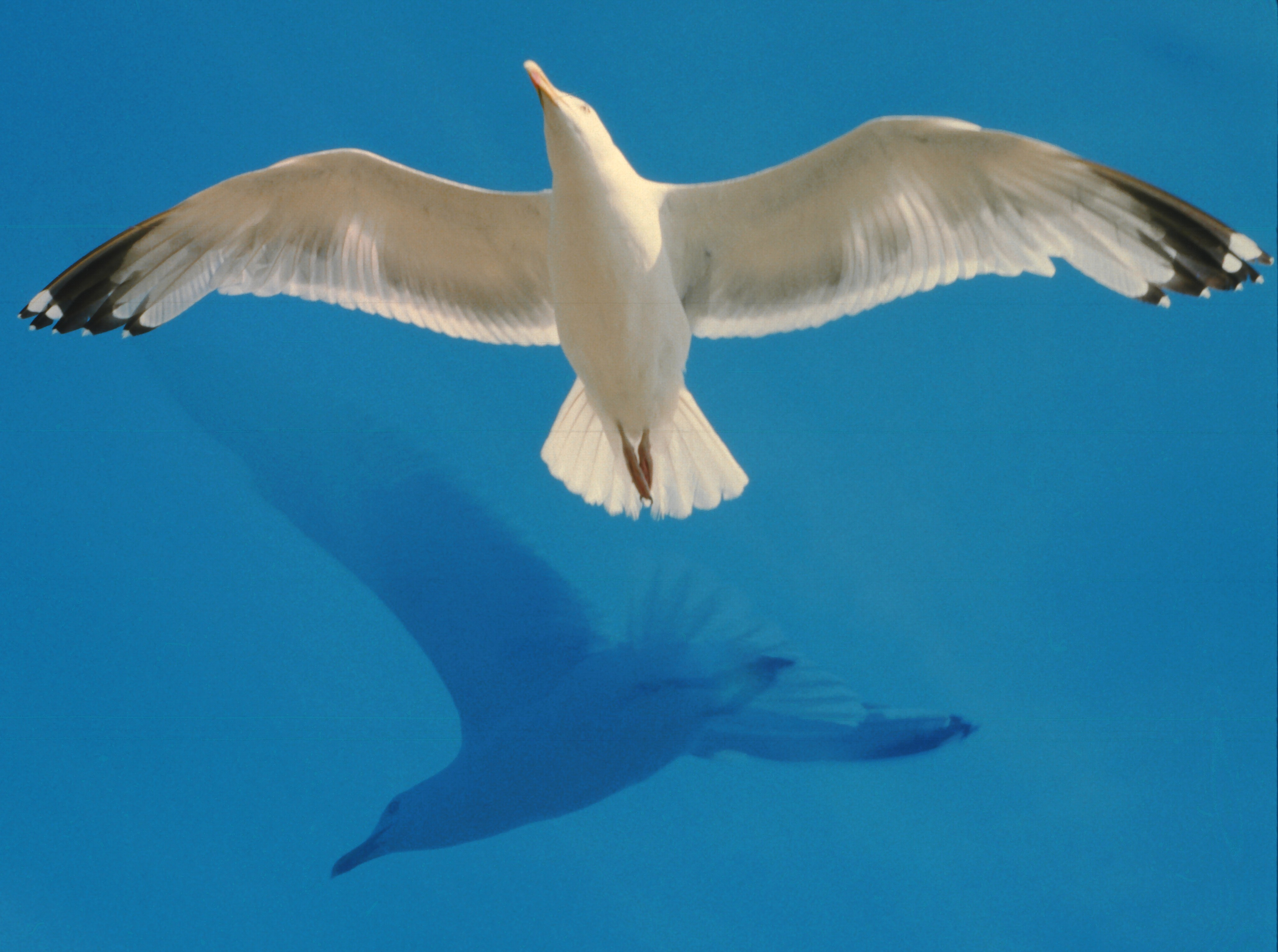
″ 조나단은 현실로 초월하여 천국 ″이라고 가정한다.

갈매기의 꿈(영어: Jonathan Livingston Seagull)은 미국의 작가 리처드 바크의 소설이다. 세 부로 구성되어 있으며, 일반적으로 우화로 평가되고 있다. 러셀 맨슨의 실제 갈매기의 사진이 곳곳에 삽입되어 있다. 1970년에 미국에서 출판된 당시 미국의 히피 문화와 함께, 입소문으로 서서히 퍼져, 1972년 6월 이후에 대히트했다. 1973년에는 영화화되었다.

## 줄거리
자신의 행복을 위해서, 그리고 더욱 멋지고 값진 삶을 살기 위해 평범한 삶을 거부한 갈매기 조나단 리빙스턴의 이야기.
조나단 리빙스턴은 단지 먹이를 구하기 위해 하늘을 나는 다른 갈매기와는 달리 비행 그 자체를 사랑하는 갈매기이다. 멋지게 날기를 꿈꾸는 조나단은 진정한 자유와 자아실현을 위해 고단한 비상의 꿈을 꾼다. 조나단의 이러한 행동은 갈매기사회의 오랜 관습에 저항하는 것으로 여겨져 다른 갈매기들로부터 따돌림을 받게 되고 끝내 그 무리로부터 추방당하게 된다.
동료들의 배척과 자신의 한계에도 좌절하지 않고 끊임없는 자기수련을 통해 완전한 비행술을 터득한 조나단은 마침내 무한한 자유를 느낄 수 있는 초현실적인 공간으로까지 날아올라 꿈을 실현하게 된다. 그러나 조나단은 자기만족에 그치지 않고 동료 갈매기들을 초월의 경지에 도달하는 길로 이끈다.
이 작품은 자유의 참의미를 깨닫기 위해 비상을 꿈꾸는 한 마리 갈매기를 통해 인간 삶의 본질을 상징적으로 그린 감동적인 내용의 소설이다. 특히 다른 갈매기들의 따돌림에도 흔들림없이 꿋꿋하게 자신의 꿈에 도전하는 갈매기의 인상적인 모습에서 자기완성의 소중함을 깨닫게 된다. 작가는 '가장 높이 나는 새가 가장 멀리 본다'는 삶의 진리를 일깨우며, 우리 인간들에게 눈앞에 보이는 일에만 매달리지 말고 멀리 앞날을 내다보며 저마다 마음 속에 자신만의 꿈과 이상을 간직하며 살아갈 것을 촉구하고 있다.

## 같이 보기
- 갈매기의 꿈 (영화)